# AK-12
O AK-12 é um fuzil de assalto 5,45×39mm russo, projetado e fabricado pela Kalashnikov Concern (antigamente Izhmash). É o mais novo rifles de assalto derivado da série Padrão AK. O fuzil destina-se a substituir as gerações anteriores de fuzis de assalto Kalashnikov 5,45×39mm em serviço dentro do exército russo e outras forças governamentais. Kalashnikov também oferece o AK-12 em cartucho 7,62×39mm, designado como AK-15.
O projeto AK-12 começou em 2011 pela fábrica IZHMASH, que se tornou parte da Kalashnikov Concern como um empreendimento privado, na tentativa de participar dos testes “Ratnik”, realizados pelo exército russo. Ele foi desenvolvido pela Kalashnikov Concern, e ao longo de seu estágio de desenvolvimento e avaliação, recebeu várias modificações para atender ao padrão militar russo e abordar as preocupações do Exército russo com relação aos custos e problemas no fogo automático dos modelos protótipos anteriores. Passou por várias revisões para melhorar a "gama de defeitos" que foram descobertos nos modelos protótipos anteriores, que são derivados do AK-200 (Protótipo Base). Embora os modelos protótipos que foram baseados no AK-200 foram posteriormente abandonados em favor do bem comprovado e melhorado AK-400 (Protótipo Base), que são agora os modelos de produções finais do AK-12 e AK-15 são baseados.
No final de setembro de 2013, o AK-12 foi oficialmente mesclado ao exército russo.

## História
Em 25 de maio de 2010, a mídia da Rússia publicou que o Ministério da Defesa Russo declarou que o fuzil AK-12 estava sendo testado desde 2011. O modelo de demonstração (AK-200), apresentado ao primeiro-ministro russo, Vladimir Putin, durante sua visita oficial a fábrica de armas Izhmash em Izhevsk, era aparentemente um básico AK-74 no padrão 5,45×39 mm de calibre. Por manifestações, os fuzis tradicionais do exército russo e polícia mantiveram-se inalterados, mas o modelo de produção do AK-12 contou com revisões. O demonstrador (AK-200) da fabricante Izhmash foi equipado com a grande capacidade de 60 cartuchos no carregador.
Em janeiro de 2012, o vice-ministro da Defesa russo anunciou que o exército russo não compraria o AK-12, uma vez que tinha milhões de fuzis excedentes de um modelo semelhante, o AK-74, e havia preocupações do estado financeiro da Izhmash. Apesar disso, a Rússia começou os testes do fuzil em 2 de novembro de 2012. Ele foi testado em sua eficácia quando exposto ao frio, calor do deserto, umidade, poeira e impactos. Em 23 de novembro, foram concluídos 80% dos testes. Durante estes testes iniciais, o AK-12 foi condenado por ter uma "variedade de defeitos." Os problemas específicos não foram revelados, por serem considerados "informações confidenciais do desenvolvedor." A Izhmash informou que as falhas eram solucionáveis, e que os estudos estavam focados precisamente nos pontos fracos do projeto para introduzir as mudanças necessárias no fuzil. Testes preliminares do AK -12 foram concluídos em 30 de novembro de 2012. A Izhmash trabalhou para corrigir problemas do fuzil, que ocorreram durante os testes. Mesmo que o exército russo declarasse que não iria introduzir um novo rifle em um futuro próximo, os testes de aceitação do fuzil recomeçariam em junho de 2013, e concluídos em meados de novembro do mesmo ano. A produção em série começaria até o final de 2013. A Izhmash preparou 30 protótipos para testes realísticos. A empresa tem capacidade para produzir 1 milhão de fuzis por ano para os compradores.
Em 16 de setembro de 2013, o vice-presidente da Comissão Militar-Industrial da Rússia disse que o exército russo começaria a receber fuzis de assalto AK-12 em 5,45 mm e 7,62 mm em 2014. O novo fuzil seria colocado em serviço junto com novas pistolas, metralhadoras e fuzis de precisão. A plataforma básica do AK-12 permite que quase 20 modificações diferentes mudem para outras configurações. Os ensaios estaduais começaram no outono de 2013. No entanto, em 23 de setembro de 2013, o tablóide "Izvestiya" escreveu que, de acordo com uma fonte anônima, o AK-12 não será adotado, nem mesmo será submetido a testes estaduais devido a deficiências em testes preliminares. O AK-12 substituiu três modelos anteriores da AK e padronizou os fuzis de assalto nas forças armadas russas. A rejeição do governo ao AK-12 foi porque os comandantes seniores disseram que tinham milhões de modelos AK-74 armazenados e não precisavam de um novo fuzil. No entanto, os testes continuarão para as agências de aplicação da lei.
Em resposta à passagem do AK-12 pelo governo, Kalashnikov Concern (anteriormente Izhmash) planeja desenvolver um fuzil de batalha AK-74 principalmente modernizado para o Ministério da Defesa e o Exército russo, embora não haja anúncios oficiais sobre a modernização do AK-74. Um modelo AK-74 modernizado também estaria disponível para exportação, especialmente para os Estados Unidos, onde a empresa possui o seu maior mercado civil de armas de fogo. No entanto, em 16 de julho de 2014, o presidente dos EUA Barack Obama, assinou uma Ordem Executiva que proíbe a importação de armas de fogo feitas da Rússia para os Estados Unidos em resposta à intervenção militar russa na Ucrânia.
Em 23 de dezembro de 2014, o exército russo anunciou que o AK-12, bem como o A-545, passaram por julgamentos estaduais e seriam aceitos em serviço com unidades operacionais para avaliação. Era esperado que ambas as armas começassem a ser testadas operacionalmente pelas forças russas em março de 2015.
Em 6 de setembro de 2016, foi relatado que a Kalashnikov substituiu o antigo modelo de protótipo AK-12 pelo modelo de produção final do AK-12, que é derivado do bem-provado AK-400 (Protótipo Base). Havia dois modelos de base que foram introduzidos, o AK-12 que é de câmara para o cartucho de 5,45×39mm e o AK-15 que é para o cartucho de 7,62×39mm, bem como a metralhadora/arma automática de esquadrão RPK-16 que é câmara para o cartucho de 5,45×39mm, que se baseia no layout e design tradicionais do Kalashnikov, e possui vários novos recursos técnicos e ergonômicos derivados do programa AK-12. Também foi relatado que o modelo de produção final do AK-12 e AK-15 já está sendo submetido a provas de tropas com o exército russo, onde compita novamente os fuzis de assalto de ação equilibrada Degtyarov A-545 e A-762. Ainda não há nenhuma palavra final dada pelo Ministério da Defesa da Rússia sobre o destino final dos fuzis de assalto AK-12 e AK-15 em relação aos resultados nos testes "Ratnik", mas suas chances são consideradas bastante boas.
O primeiro uso confirmado do rifle em um conflito foi durante a Invasão da Ucrânia pela Rússia em 2022 por algumas unidades das forças russas. As forças ucranianas capturaram alguns AK-12 que se tornaram troféus de guerra populares, teve também um uso limitado por alguns membros das Forças de Defesa Territoriais da Ucrânia.

## Design

### Modelo de Protótipo Cancelado – (Derivado do AK-200)

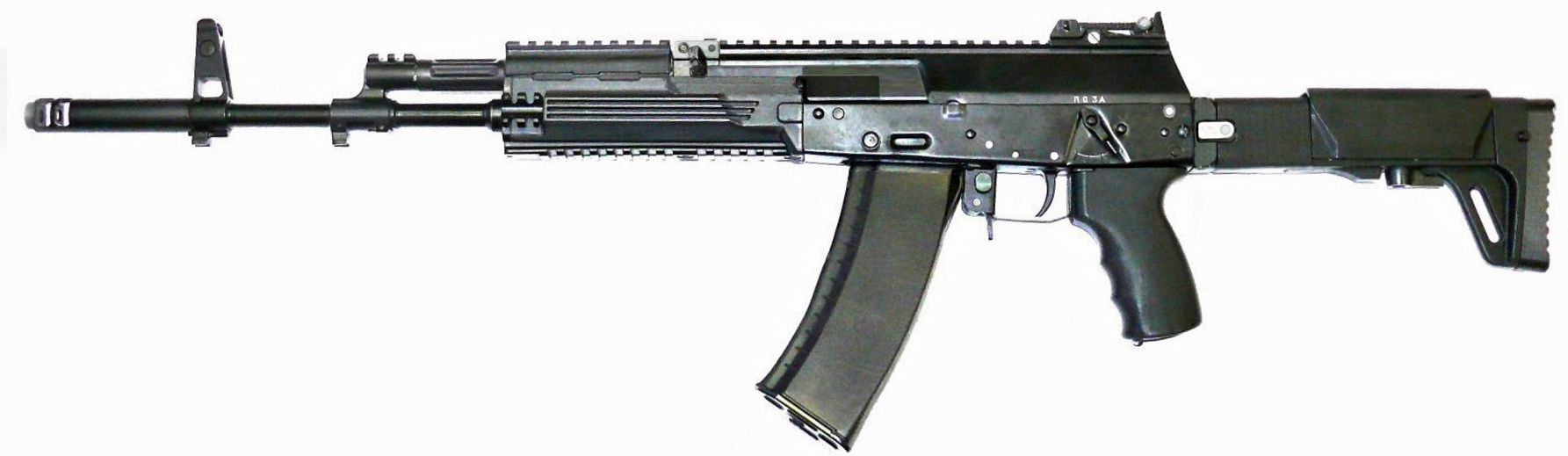
Uma visão do lado esquerdo do modelo protótipo proposto inicialmente cancelado do AK-12, que é baseado no protótipo AK-200.

O AK -12 usa o mesmo sistema de longo curso do pistão a gás de fuzis Kalashnikov anteriores, mas muitas características são radicalmente diferentes das outras armas em sua família. A versão light tem a capacidade de mudar calibres por canos trocados . O calibre padrão é 5,45 × 39 milímetros e pode ser alterado para 7,62 × 39 milímetros e 5,56 × 45 milímetros . Outros calibres intermediários são esperados . A versão pesada irá disparar o maior cartucho 7,62 × 51 milímetros NATO. Ele é alimentado através de carregadores AK- 74M com capacidade de até 30 cartuchos e pode aceitar cartuchos de RPK-74 de 45 cartuchos. A versão soviética de câmara 7,62 é compatível com as AKM / RPK, suportando cartuchos e tambores de 30 e 40 cartuchos. Estão sendo desenvolvidos carregadores de até 95 cartuchos, para variantes futuras da classe metralhadoras pesadas. O AK -12 é muito diferente dos seus antecessores ergonomicamente, o cabo é telescópico e em linha, com o cano para um melhor controle de recuo. Ele também possui uma trava de coronha na próprio coronha, permitindo que ela seja dobrada para cada lado do rifle. Tem um pedaço de apoio facial de altura ajustável e placa de retaguarda (parte da coronha). A manopla da arma é movida para a frente e pode ser ligada a ambos os lados para utilização ambidestra . A caixa da culatra é articulada e mais rígida com um trilho Picatinny 1913 para montagem óptica. Existem vários outros trilhos acessório na arma, incluindo ambos os lados e a parte inferior da telha , na parte superior da telha (em linha com a culatra para uma alinhamento mais sólido, e na parte superior do bloco do recuperador de gás . A peça sob a câmara de gás pode montar um lançador de granadas GP- 34, e um trilho frontal pode dar lugar a uma baioneta. A maça de mira  é mais ao sul no receptor e pode ser configurada para apontar quando a coronha é estendida ou dobrada. A liberação do carregador se encontra na mesma posição, mas pode ser utilizada com o dedo no gatilho para destacar o  carregador. Em comparação com os fuzis AK anteriores, o seletor de segurança da capa de poeira foi substituído por um seletor de fogo ambidestro ; ele tem quatro posições para seguro, semiautomática , de três rounds e rajada (3 disparos). A taxa de disparo automática de fogo é de 600 tiros por minuto , mas na rajada atinge 1.000 tiros por minuto . Outras melhorias incluem uma porta de ejeção menor, empunhadura tipo pistola mais ergonômica, melhor raias , e bocal menor, com uma rosca 22 milímetros que pode disparar granadas de fuzil padrão da OTAN.

### Modelo Final de Produção – (Derivada do AK-400)

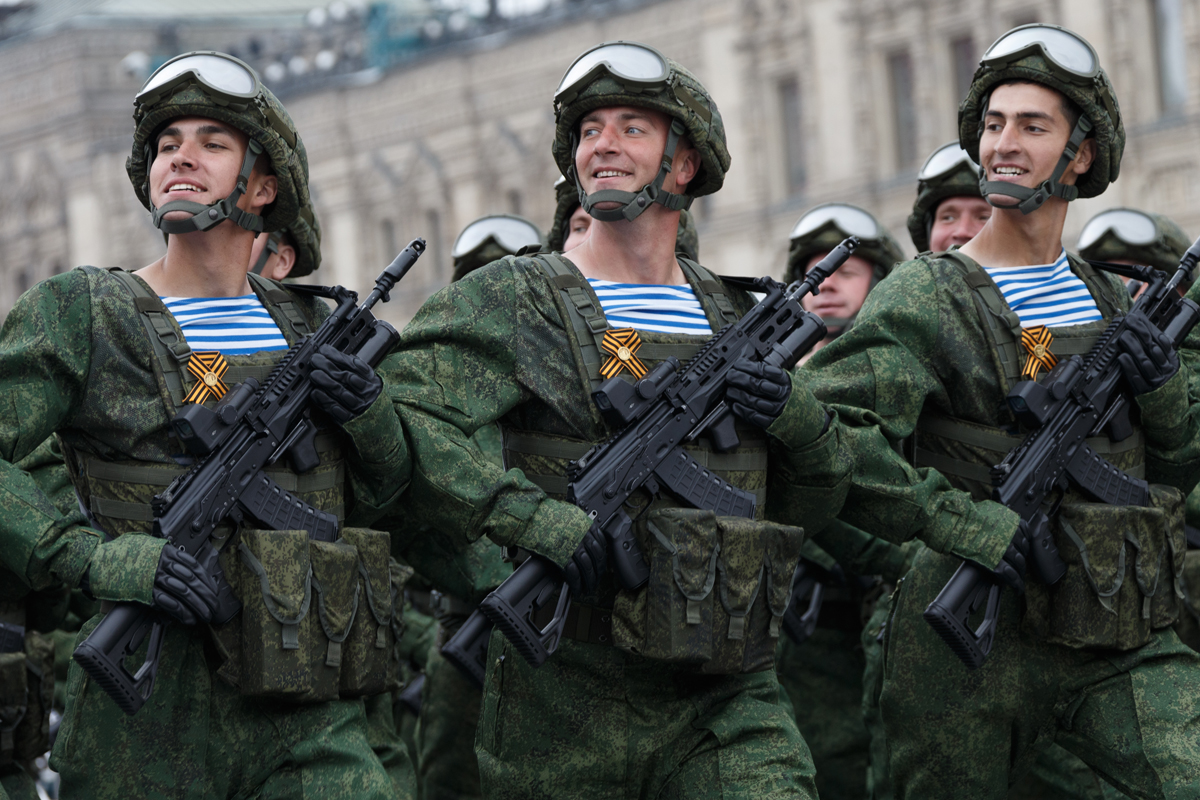
Soldados russos armados com um AK-12.

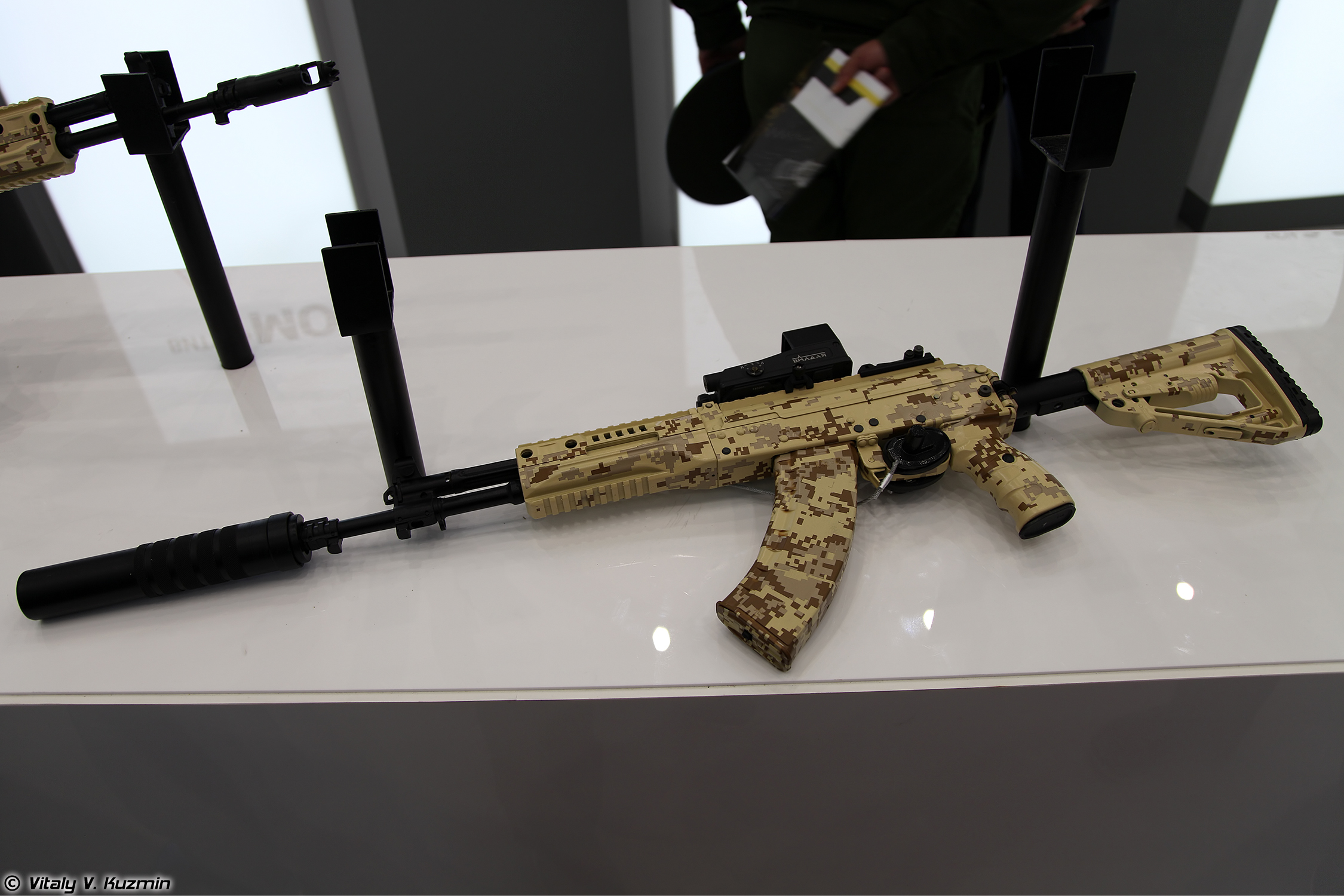
O AK-15 com um supressor.

O modelo de produção final do AK-12 tem duas variantes, o AK-12 que é revestido para o cartucho 5,45×39mm e o AK-15 que é capsulado para o cartucho 7,62×39mm, evidentemente de design semelhantes. Com o modelo de produção final, aborda as preocupações do Exército russo em relação aos problemas em totalmente automático e ao custo dos modelos de protótipo do AK-12, que se espera que seja muito mais barato de construir e também incorporando muitas das mesmas melhorias desenvolvidas para os modelos de protótipo do AK-12, e também melhora a força e a resiliência de alguns dos componentes da arma.

## Variantes

### AK-12
O modelo de produção final do fuzil de assalto AK-12 em 5,45×39mm é mais confiável, mais preciso e mais adequado aos mais recentes requisitos militares russos. Baseia-se no bem-provado AK-400 (Protótipo Base) e está equipado com um cartucho de 5,45×39mm. Tem uma taxa de disparo de 700 disparos por minuto (RPM), um comprimento de cano de 415 mm (16 pol.), Um alcance de disparo máximo de 800 m (767 m) e uma capacidade padrão de carregador de 30 cartuchos. Também é compatível com os carregadores da família AK-74, a família RPK-74 e o carregadores de tambores de 96 cartuchos do RPK-16.

### AK-15
O modelo de produção final do fuzil de assalto AK-15 em 7,62×39mm foi desenvolvido pelo Grupo Kalashnikov no âmbito do programa "Ratnik" e está previsto substituir o rifle de assalto AK-103. Baseia-se no bem comprovado AK-400 (Protótipo Base) e está equipado com um cartucho de 7,62×39mm. Tem um peso de combate de 4,16 kg um comprimento total de 1 066 mm , um comprimento de cano de 415 mm , uma taxa de disparo de 700 disparos por minuto (RPM), uma velocidade de saída de 715 m/s, um alcance de disparo máximo de 800 m (870 m) metros e uma capacidade de carregador padrão de 30 cartuchos. Também é compatível com os carregadores da família AKM, da família AK-103 e da família RPK. A única diferença entre o AK-12 e o AK-15 é o seu calibre.
Além das variantes já citadas, podemos incluir também o novo fuzil, AK-203, usado por forças especiais russas, e recentemente autorizada a produção e uso pelas forças militares indianas.

## Galeria

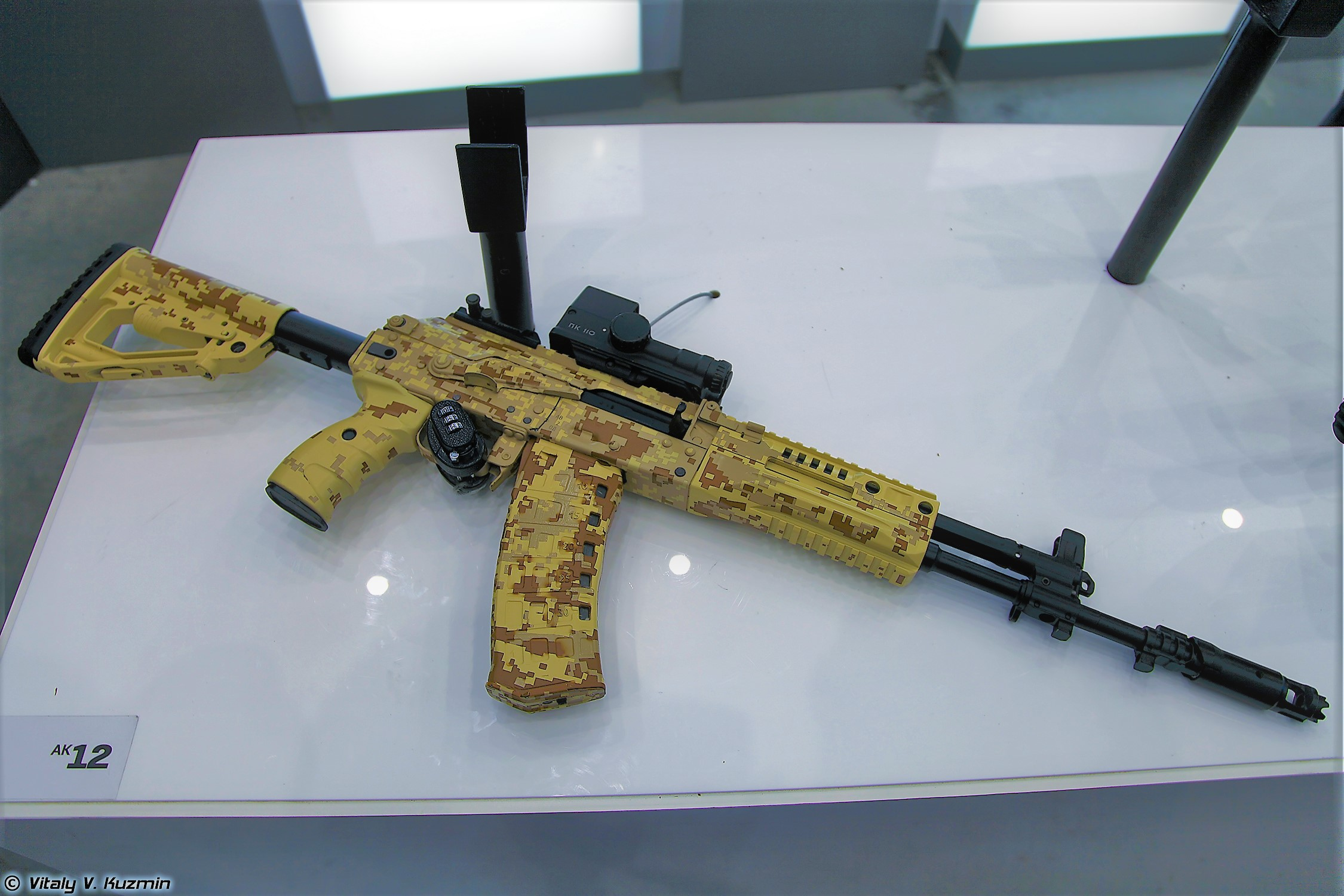
Uma visão do lado direito do modelo de produção final do AK-12, que se baseia no protótipo AK-400 bem comprovado.
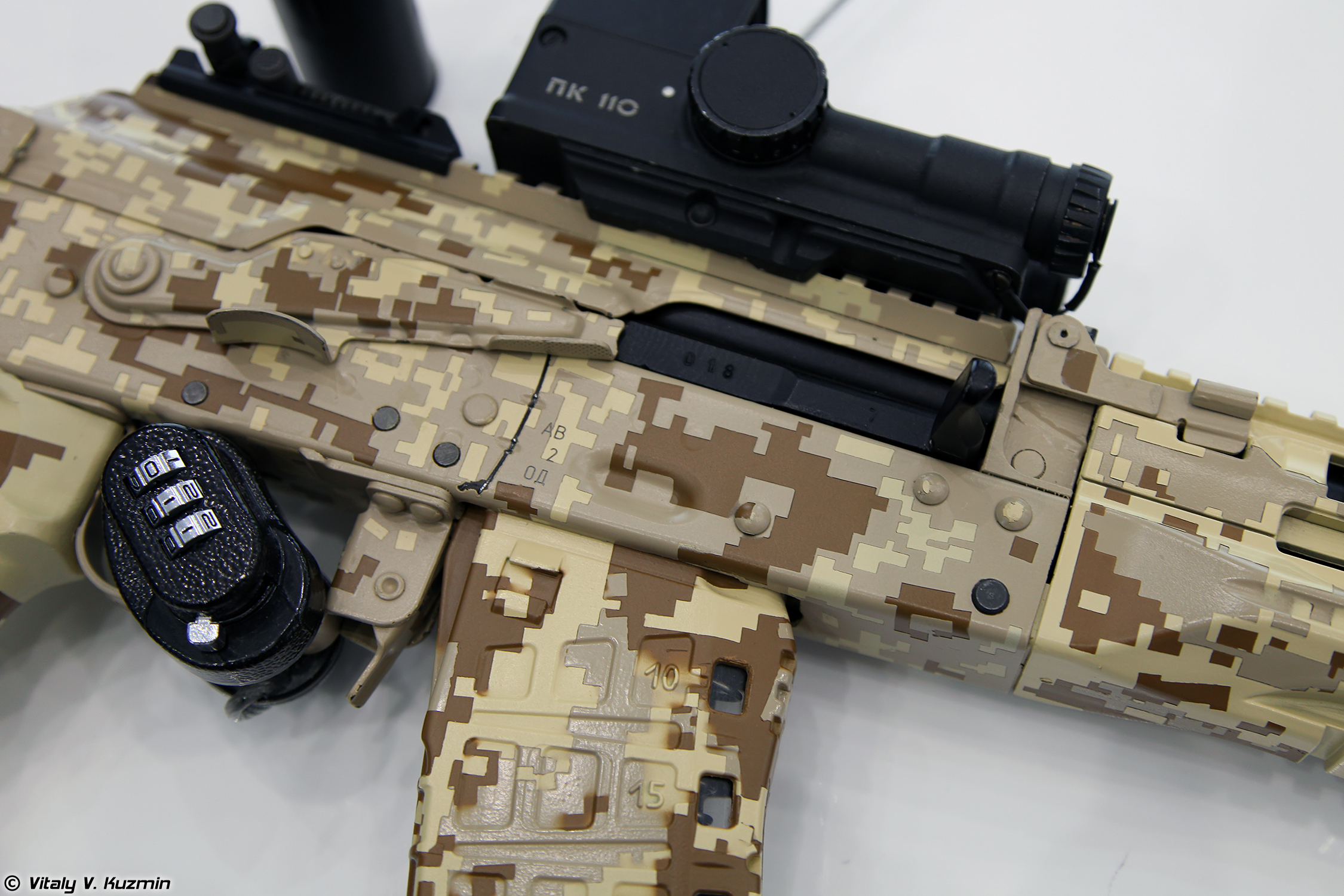
Um olhar mais atento para o seletor de tiro do modelo de produção final do AK-12.
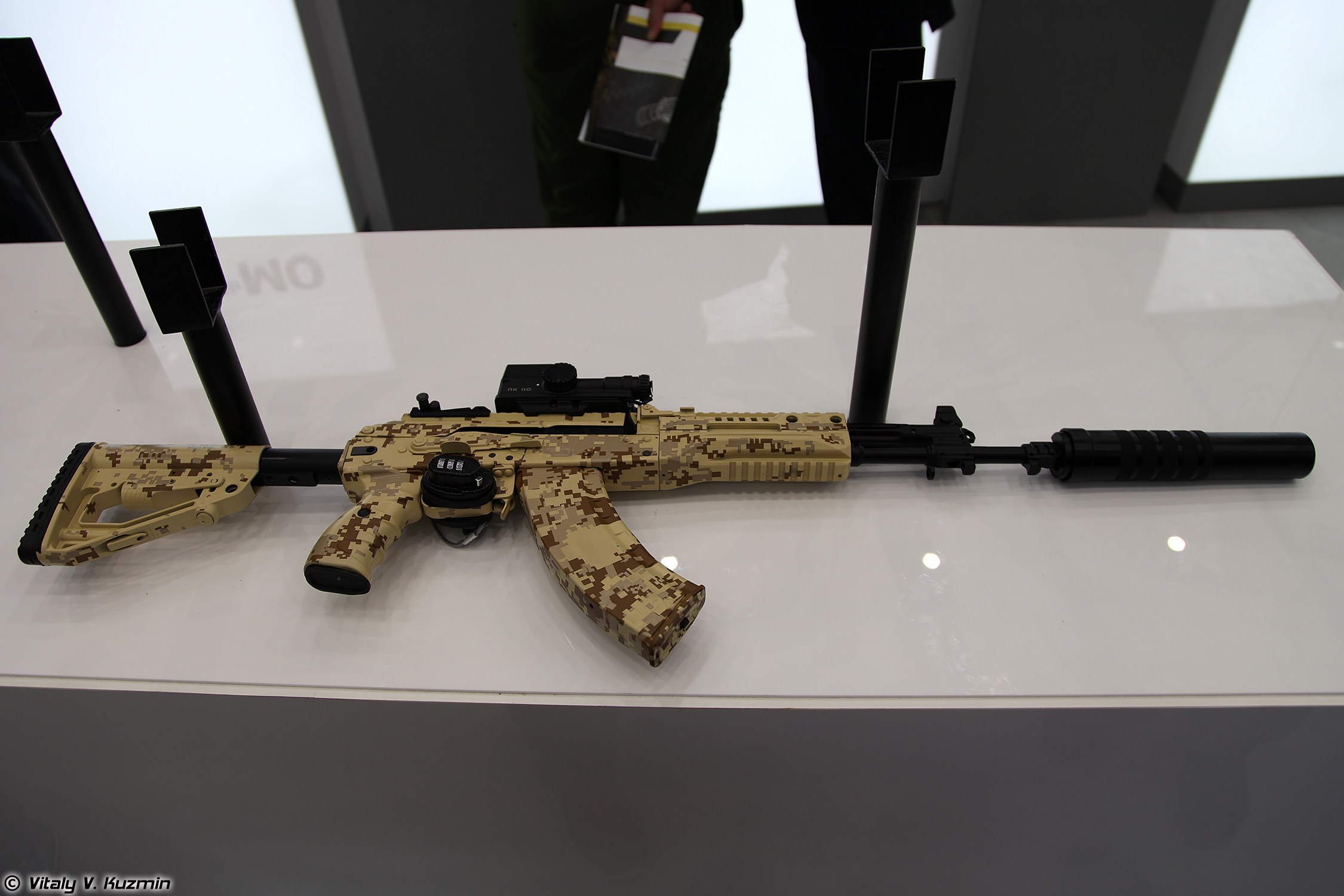
O modelo de produção final do fuzil de assalto AK-15 7,62x39mm.
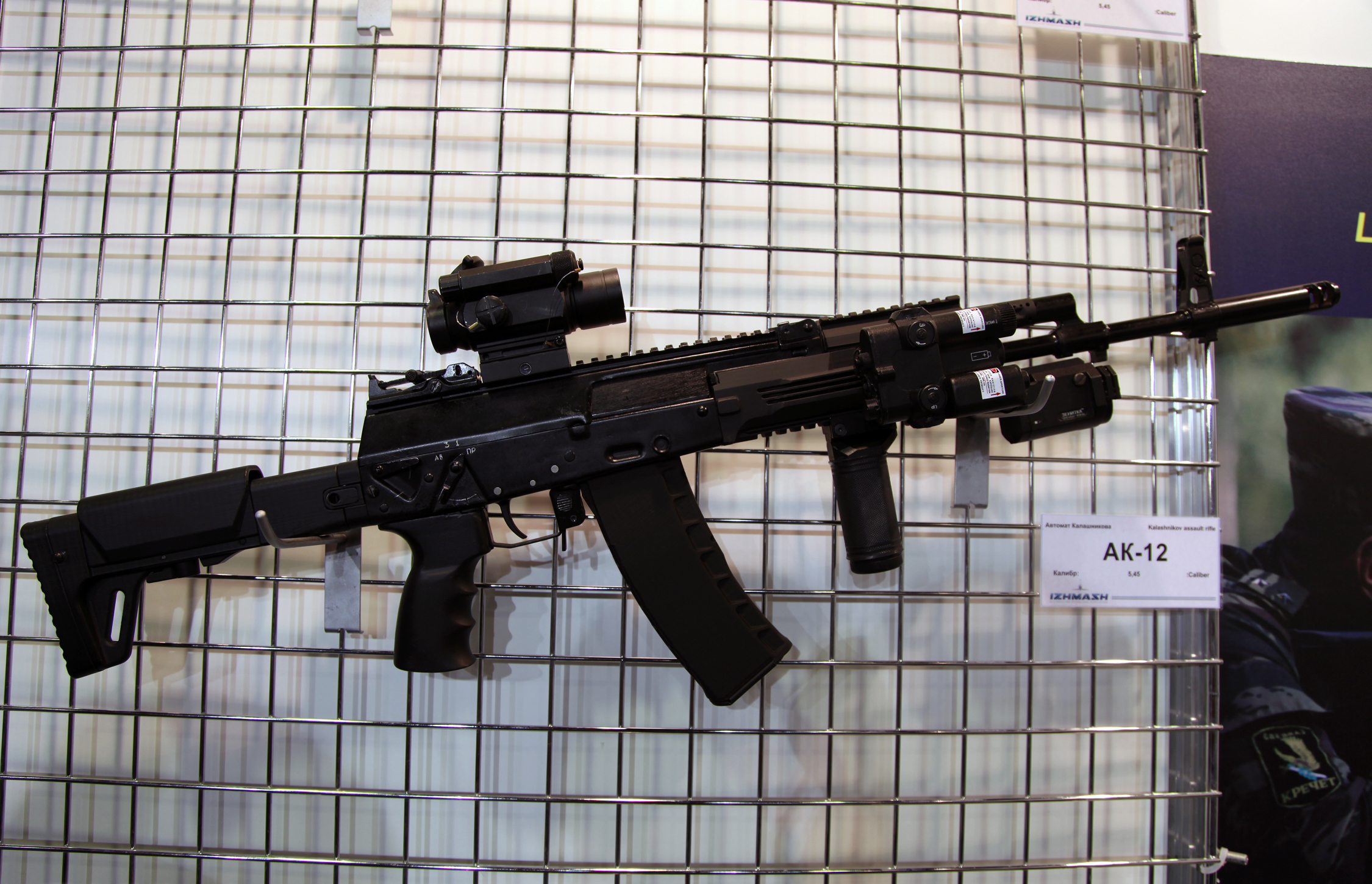
O modelo protótipo proposto inicialmente cancelado do AK-12.
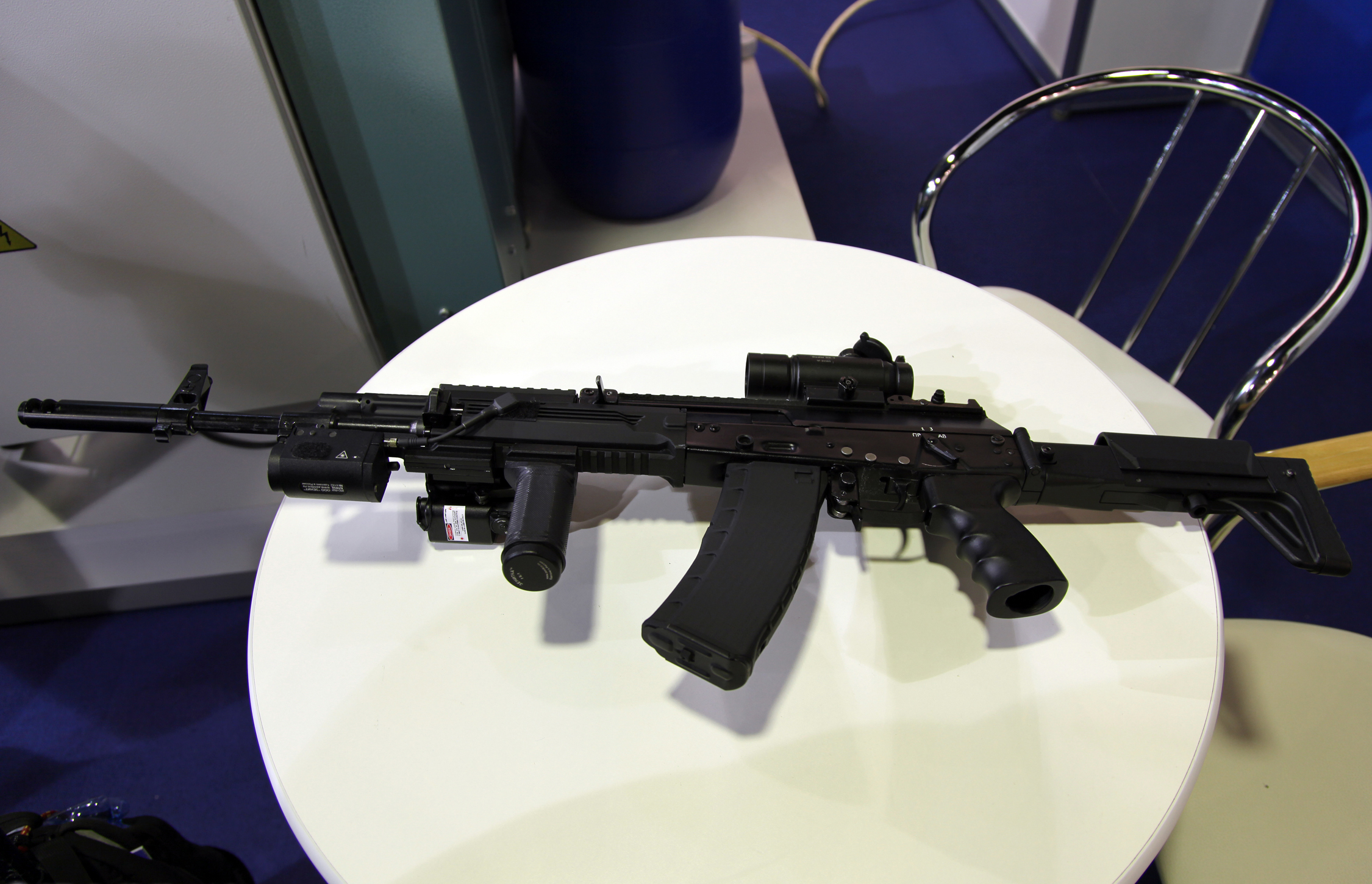
Uma visão do lado esquerdo do modelo de protótipo proposto inicialmente cancelado do AK-12. Observe a porta de ejeção ambidestra e a alavanca de armar reversível acima do cabo dianteiro vertical.
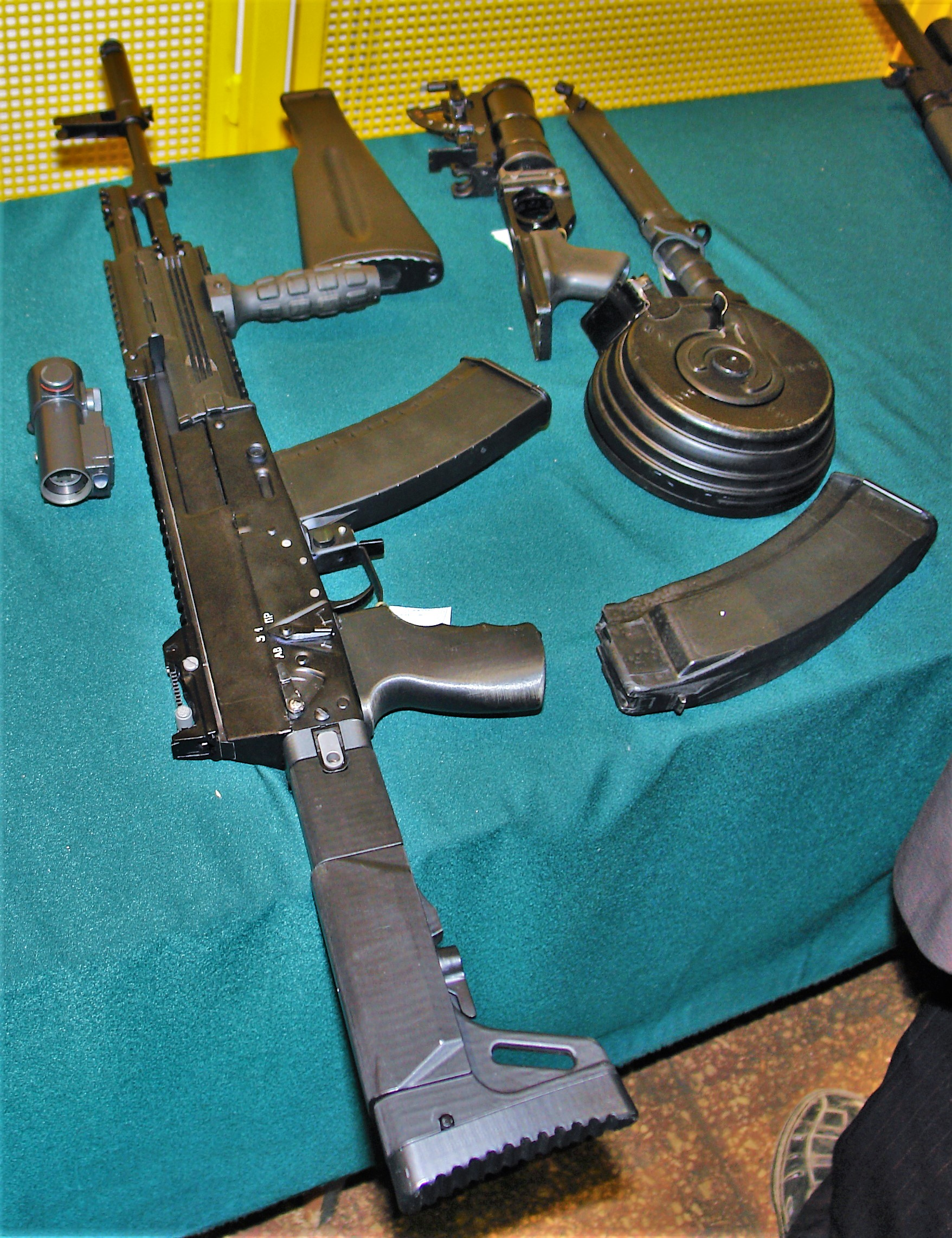
O modelo de protótipo proposto inicialmente cancelado do AK-12 com vários acessórios.
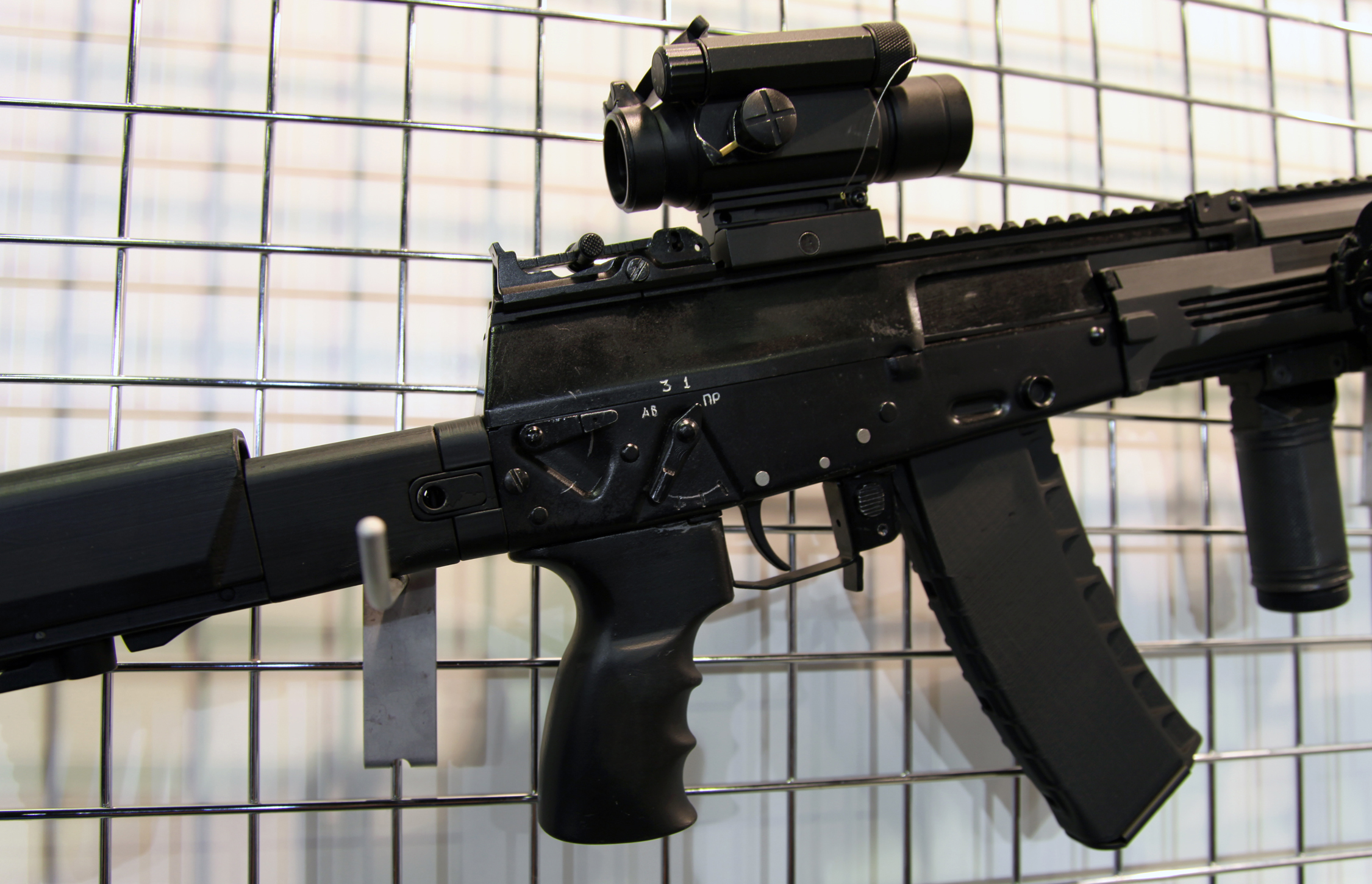
Uma visão mais próxima do lado direito veja o seletor de tiro ambidestro, a versão do botão pressionado e a porta de ejeção do modelo de protótipo proposto inicialmente cancelado do AK-12.
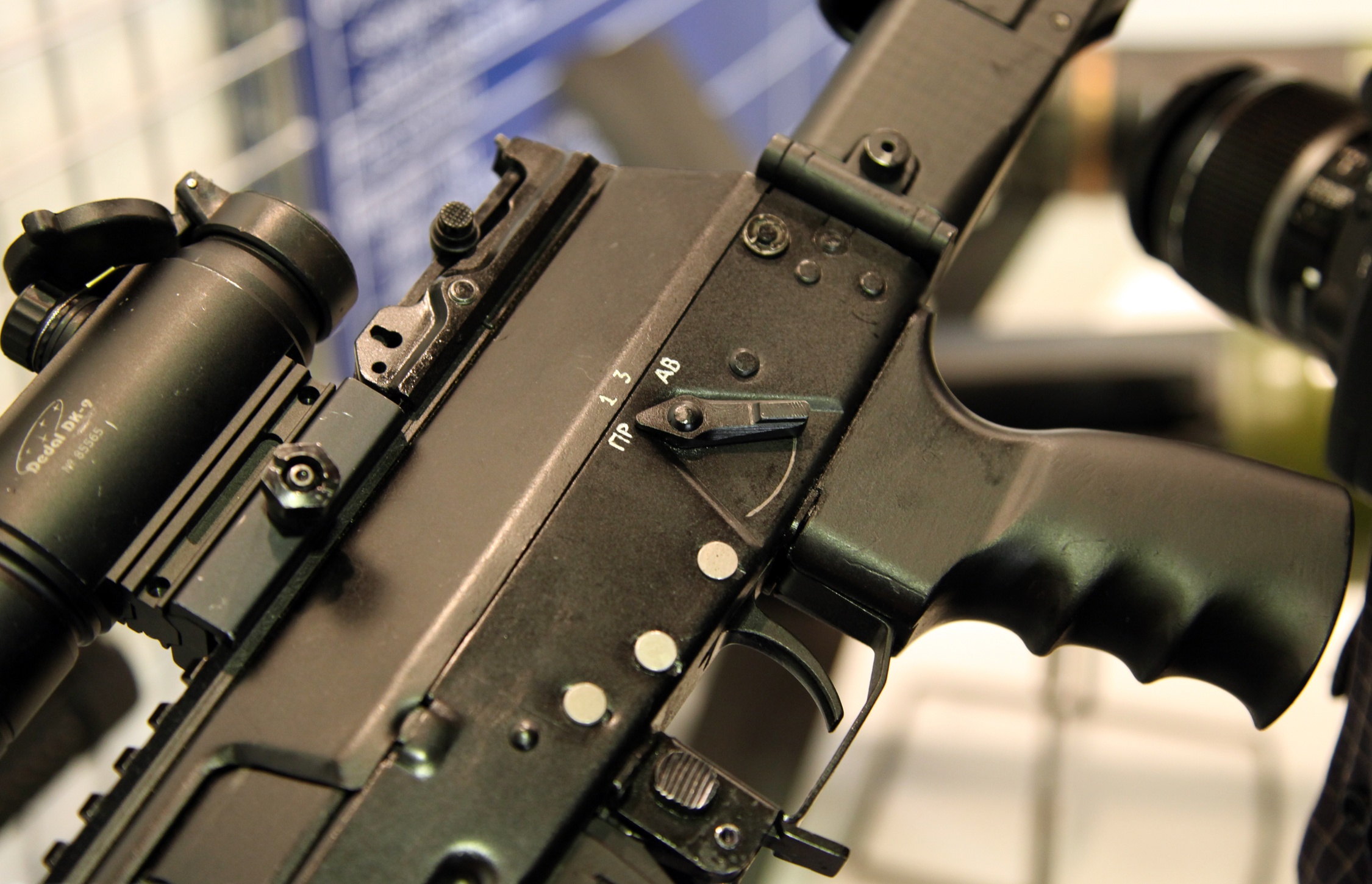
Uma visão mais próxima do lado direito veja o seletor de tiro ambidestro, a versão do botão pressionado e a porta de ejeção do modelo de protótipo proposto inicialmente cancelado do AK-12.
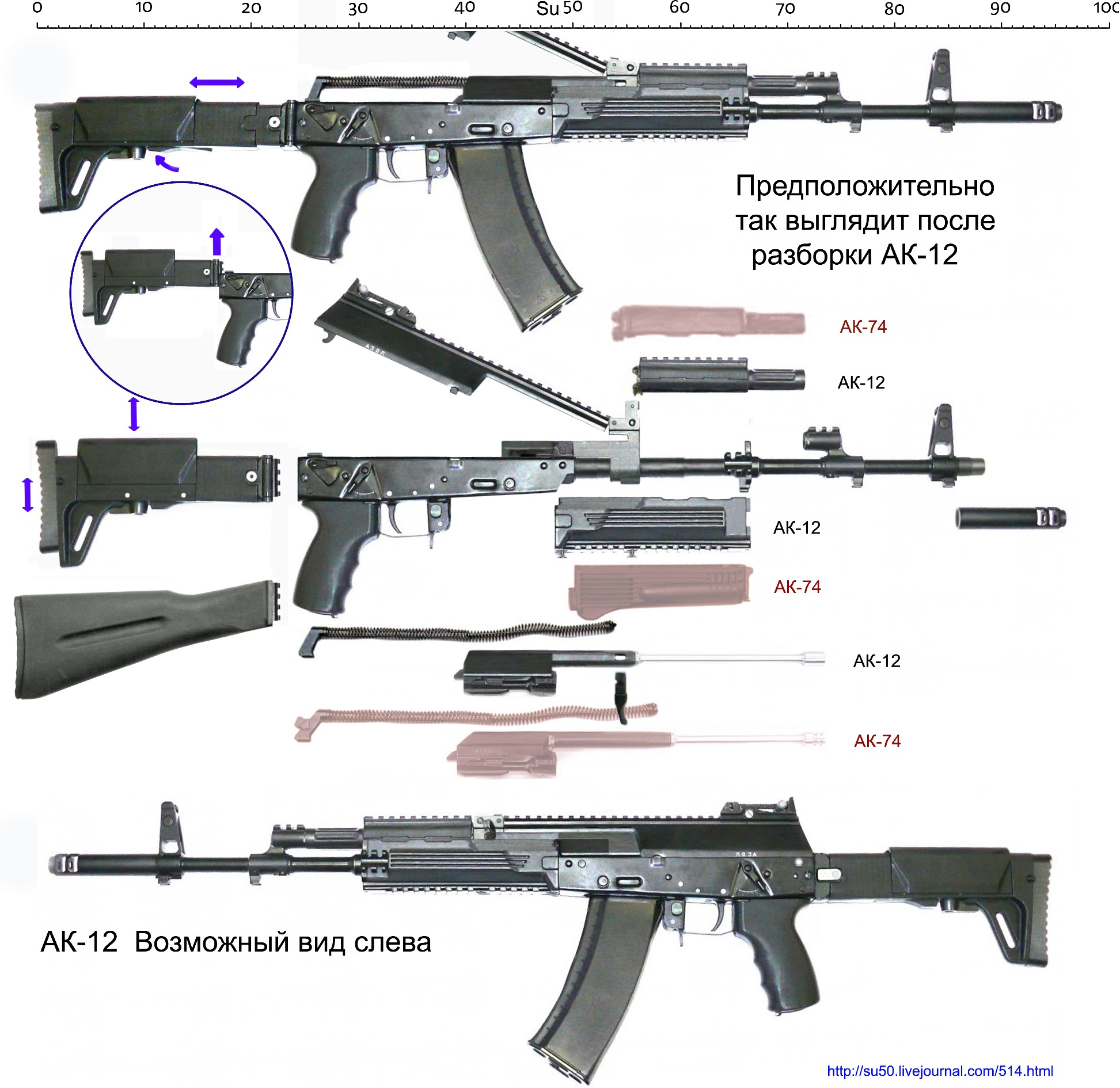
O modelo de protótipo proposto inicialemente cancelado do AK-12, com uma visão desprovida de campo e comparado com peças AK-74.

## Usuários
- Armênia[25]
- Catar[26]
- Cazaquistão[27]
- Rússia: O AK-12 (Designação GRAU oficial 6P70), com base no protótipo AK-400, ao lado da AK-15 (6P71), foram aceitos no serviço em janeiro de 2018. A primeira entrega às Forças Armadas da Rússia está prevista para ocorrer antes do final de 2018.[28][29][30] A Kalashnikov Concern e o Ministério da Defesa da Rússia assinaram um contrato sobre a entrega das mais recentes metralhadoras RPK-16.[31]
- Ucrânia: Uso de unidades capturados durante a Invasão da Ucrânia pela Rússia em 2022.[22]